# الحركة الوطنية للأمل
حركة الأمل الوطنية هي حزب سياسي ثانوي في الجزائر. في انتخابات الجمعية الوطنية الشعبية التي جرت في 17 مايو 2007، فاز الحزب بـ1.73٪ من الأصوات ومقعدين من 389 مقعدا. كما فاز بمقعدين في انتخابات 2012.